# Ralf R. Ollertz
Ralf R. Ollertz (1964-) est un compositeur allemand et le codirecteur artistique de la compagnie Toula Limnaios, fondée en 1996 et installée depuis 2003 à la Halle Tanzbühne de Berlin.

## Biographie
Ralf R. Ollertz étudie la composition, la musique électroacoustique, le piano, et la direction d'orchestre à Nuremberg et Düsseldorf.
En 1988, il devient directeur musical du théâtre municipal de Wuppertal. Une bourse lui permet d'étudier la composition, en Italie, avec Salvatore Sciarrino.  Il complète sa formation à la Folkwang Universität d'Essen, en composition avec Nicholas A. Huber et musique électroacoustique avec Dirk Reith.
Il fonde l'ensemble de musique nouvelle go ahead et travaille beaucoup avec des artistes visuels. Il écrit et produit des pièces radiophoniques avec Clarence Albertson Barlow et Hartmut Geerken.  Pendant trois, il est le directeur musical de Claudia Lichtblau.
À partir de 1996, il travaille avec Toúla Limnaios, assurant la musique de ses spectacles, la gestion administrative et la cogestion artistique de la compagnie qui obtient en 2012 le très prisé prix George Tabori.
En mars 2002, il coécrit avec Willy Daum l'opéra Carcrash créé à l'Opéra de Hanovre et repris en 2006 à l'Opéra de Stuttgart.
Ses compositions, qui lui valent de nombreux prix internationaux et des bourses, concernent la musique de chambre, la musique orchestrale et la musique électro-acoustique. Tournées, radio et télévision lui ont fait parcourir l'Europe, l'Amérique du Sud, les États-Unis, le Japon et l'Australie.
Il est l'auteur de la musique du film Kopfüber de Bernd Sahling présenté lors de l'édition 2013 de la Berlinale.